# Дегтев, Владимир Алексеевич
Владимир Алексеевич Дегтев (18 февраля 1930, Павлово — 13 сентября 1979, Кемерово) — советский театральный актёр, театральный деятель, заслуженный артист РСФСР (1968).

## Биография
Родился Владимир Дегтев 18 февраля 1930 года в Павлове, Горьковской области. В 1941 году, с началом войны, его отец, проходивший службу в войсках снабжения, взял Владимира к себе. Мальчик до окончания войны являлся «сыном полка», прошел с отцом от Ржева до Нойбранденбурга в Германии.
В дальнейшем Владимир пробовал учиться в рижском военно-морском училище, трудоустраивался на Уралхиммаш, участвовал в самодеятельности, обучался два курса в Свердловской школе киноактеров. Был призван на срочную службу, которую проходил в Свердловске в ансамбле песни и пляски. Возвратившись домой в Павлово-на-Оке, устроился актёром драматического театра. На фестиваль «Волжская весна» в Горький его театр привёз спектакль «Кремлёвские куранты» Н. Погодина. Роль Феликса Дзержинского исполнял Дегтев. Был замечен и приглашён на службу в Кемеровский областной театр драмы имени А. В. Луначарского. С 1961 по 1965 годы работал в этом театре.
В 1965 году перешёл на службу в Театр оперетты Кузбасса. За роль легендарного героя революции Котовского в спектакле О. Сандлера «На рассвете» жюри фестиваля «Кузбасская театральная весна» наградило В. Дегтева дипломом Первой степени. Успешно проявлял себя и в качестве режиссера. Им были поставлены оперетта «Свадьба в Малиновке» и ряд пьес для детей.
Выполнял общественную нагрузку, неоднократно избирался членом партийного бюро, депутатом Кемеровского городского Совета. С 1976 года возглавлял Кемеровское отделение Всероссийского театрального общества.
Проживал в Кемерове. Умер 13 сентября 1979 года. Похоронен на Центральном кладбище № 1 в Кемерове.

## Награды
- Заслуженный артист РСФСР (28.03.1968).

## Работы
Роли в театре:
- Министр финансов («Герцогиня из Чикаго» И. Кальмана),
- Котовский («На рассвете»),
- Хиггинс («Моя прекрасная леди» Ф. Лоу),
- Гофман, штурмбанфюрер ("Поет «Жаворонок» Ю. Семеняко, 1971),
- Георг Стан и Цезарь Галь («Вольный ветер» И. Дунаевского, 1971),
- Леблан («Фиалка Монмартра» И. Кальмана, 1971).